# 张亮 (赛艇运动员)
张亮（1987年1月14日—），男，辽宁省义县人，中国赛艇运动员。

## 生平
张亮生于义县张家堡乡榆树屯村，2003年入湖南省水上运动中心（位于常德市），2008年北京奥运会代表湖南省申报男子单人双桨和男子双人双桨（苏辉/张亮组合），因记错单人双桨比赛时间，按照比赛规则，连带取消双人双桨遭到驱逐，因此遗憾终止奥运比赛。张亮赛艇最好成绩为2008年赛艇世界杯赛瑞士卢塞恩站男子双人双桨（苏辉/张亮组合）第4名，2007年荷兰阿姆斯特丹赛艇世界杯赛男子单人艇第8名。